# 雷振邦
雷振邦（1916年4月30日—1997年10月18日），男，满族，中国电影音乐作曲家、一级作曲，中国音乐家协会理事，中国电影音乐协会副会长，中国电影家协会常务理事，中国民主同盟盟员，第六届全国政协委员。

## 生平
雷振邦出生于北京，从小就接触京戏。七八岁时，能唱京剧小段，还能用胡琴演奏。  
1928年，在沈阳奉天公立学校就读，后来升入南满中学。学会吹口琴，并加入学校口琴队，成为口琴队的指挥。  
1939年，赴日本求学，毕业于东京日本高等音乐学校作曲系。  
1943年，回国，先后在北平女子中学和惠中女子中学做音乐教员。抗日战争胜利后，他组织了一个业余交响乐团。  
1949年，到中国电影乐团工作，1955年，被调到长春电影制片厂任作曲。

## 作品风格
雷振邦善于吸收中国各少数民族的音乐元素作曲，创作了许多具有浓厚少数民族风格、脍炙人口的电影插曲，其中最著名的如为电影《刘三姐》创作的壮族风格的民歌，为电影《冰山上的来客》创作的塔吉克族风格歌曲《花儿为什么这样红》，为电影《五朵金花》创作的白族风格的歌曲《蝴蝶泉边》以及为电影《芦笙恋歌》创作的拉祜族歌曲《婚誓》等，至今仍然活跃在中国的音乐舞台上。此外尚有朝鲜族、景颇族、彝族等风格的电影歌曲。

## 家庭
雷振邦的女儿雷蕾也是一位作曲家。